# MAD-Kartenspiel
Das MAD-Kartenspiel ist ein Uno-/Mau-Mau-ähnliches satirisches Kartenspiel von Parker Brothers, welches sich an die Comics des MAD-Magazins anlehnt.
Es erschien 1979 in den Vereinigten Staaten als Mad Magazine Card Game und 1980 in Deutschland und anderen Ländern (z. B. Niederlande, Dänemark, Schweden, Finnland). Auf der Schachtel ist das Konterfei von Alfred E. Neumann, dem Coverboy des MAD-Magazins, abgebildet.
Das Blatt besteht aus vier Farben (der roten Wollpulloverserie, der grünen Freizeitserie, der blauen Ritterserie und der gelben Weltraumserie), die von 1 bis 6 durchnummeriert sind und außerdem Sonderkarten (Richtungswechsel; Zieh dir eine, du Schalk; Gib jemandem zwei Karten (aus Deiner Hand)) enthalten. Die Motive auf den Karten zeigen je Farbe jeweils Alfred E. Neumann in einer anderen Situation, die sich mit steigendem Kartenwert verschlimmert. Daneben gibt es farblose zu toll!! Karten, die eine Farbwahl ermöglichen, manche kombiniert mit anderen Funktion (Tausche Deine Karten (mit wem Du willst); Zu Toll & Wollig, die Selbstverteidigungskarte und den Joker). Das Kartenspiel enthielt außerdem einige Blankokarten, die jedoch laut Spielanleitung nicht zum Spiel gehörten. Aus diesen kann man zum Beispiel eigene Sonderkarten machen.
Die Regeln für 2–6 Spieler sind eine Mischung aus Glück und Strategie, sie sind im Wesentlichen aus Mau-Mau entliehen, parodiert und mit neuen Sonderkarten ergänzt. Spielziel ist es laut Verpackungsaufdruck, „… deine Karten zuerst loszuwerden, aber nicht deinen Verstand“. Das empfohlene Mindestalter ist 8 Jahre. 
Das MAD-Kartenspiel wird heute nicht mehr produziert, aber es gab mindestens zwei Neuauflagen.

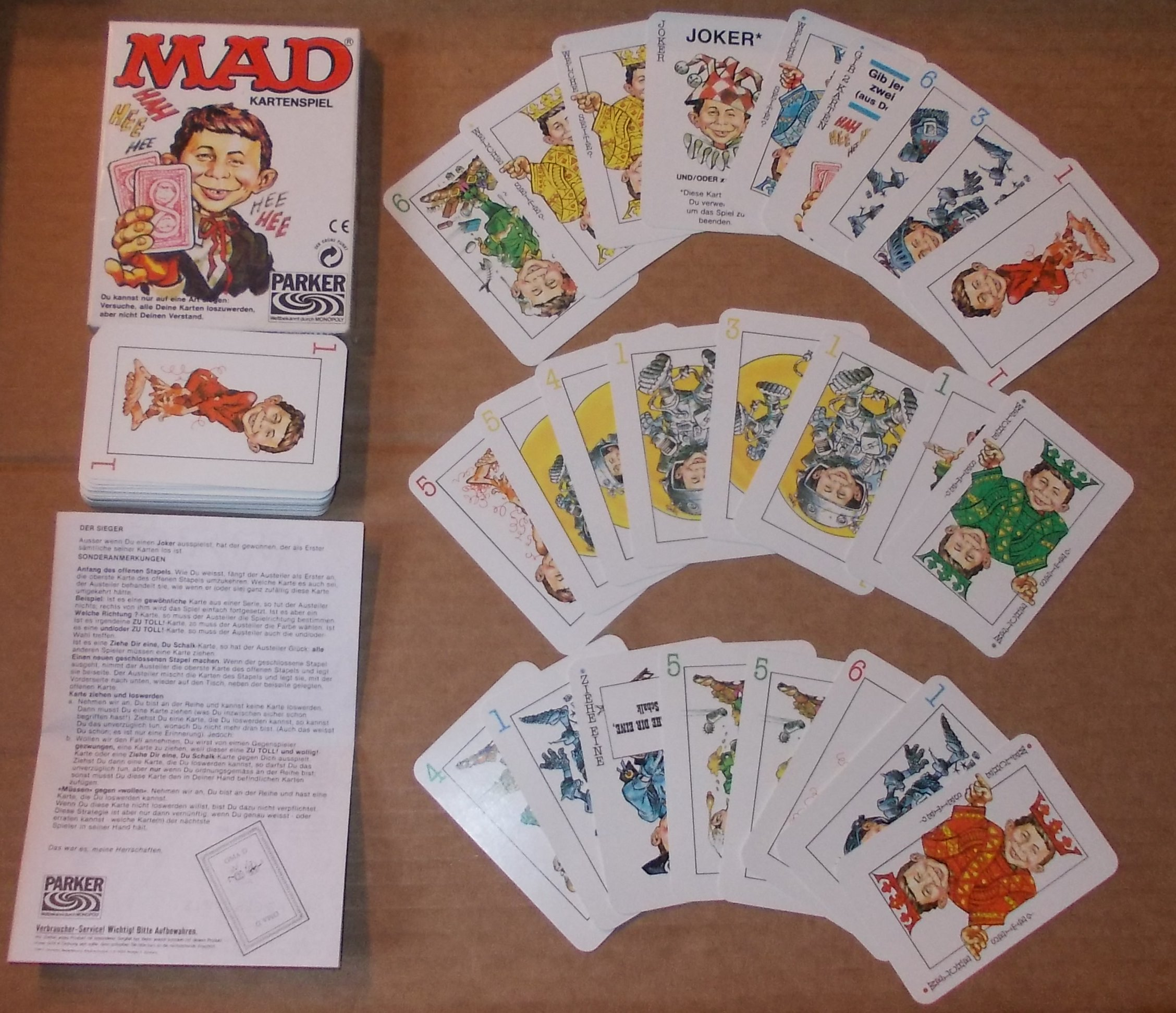
MAD-Kartenspiel in der Neuauflage (CE-Zeichen und Grüner Punkt)